# Kessens Peak
Il Kessens Peak  è un picco roccioso antartico alto circa 2660 m, situato 9 km a sudest del Monte Paine, nelle La Gorce Mountains, catena montuosa che fa parte dei Monti della Regina Maud, in Antartide.

## Storia
Fu mappato dall'United States Geological Survey sulla base di ispezioni in loco e di foto aeree scattate dalla U.S. Navy nel 1960–63.
La denominazione è stata assegnata dall'Advisory Committee on Antarctic Names (US-ACAN) in onore di Gerard R. Kessens, della squadriglia VX-6 della U.S. Navy, fotografo dell'Operazione Deep Freeze nel 1966 e 1967.